# Леер, Генрих Антонович
Генрих Антонович Леер (1829, Нижний Новгород — 1904, Санкт-Петербург, Российская империя) — генерал от инфантерии, профессор военного искусства.

## Биография
Родился 4 (16) апреля 1829 года в Нижнем Новгороде. Учился в Санкт-Петербурге в Ларинской гимназии, не окончив полный курс которой, 19 августа 1844 года поступил кондуктором в кондукторскую роту Главного инженерного училища. Хотя военная история преподавалась в Инженерном училище неудовлетворительно, Леер настолько увлёкся ею, что даже стал переводить с французского известные сочинения Роканкура по истории военного искусства. Однако знаменитый Остроградский, преподававший математику в училище и любивший беседовать с Леером о военной истории, сказал ему по этому поводу: «Никогда не переводи, если можешь написать что-нибудь мало-мальски самостоятельное».
По окончании училища, 13 июня 1848 года он был произведён в прапорщики полевых инженеров с оставлением при училище для прохождения курса офицерских классов. На действительную службу Леер был выпущен в 1850 году и в том же году переведён в 3-й резервный сапёрный батальон (впоследствии 11-й сапёрный), с которым в 1851 году принял участие в походах и делах с горцами на Кавказе; 1 февраля 1851 года получил чин подпоручика.
В 1852 году он поступил в Императорскую военную академию. В те времена наука в академии стояла не особенно высоко. В тактике преобладало «практическое» направление, приводившее к господству устава и характеризовавшееся торжеством «красносельских» боевых построений, составлявших анахронизм после наполеоновских войн; преподавание теории военного искусства сводилось: а) к обширному, чисто фактическому курсу военной истории, обнимавшему описание всех войн, начиная с древнего мира; эти описания профессор А. П. Карцев иронически называл «вензелями, которые армии выписывали ногами», офицеры же — «наукой о том, кто куда пошёл»; и б) к обзору выдающихся сочинений по стратегии, исключительно в догматической форме. Младший «теоретический» курс Леер прошёл отлично; но в старшем, «практическом», работал недостаточно, главным образом, вследствие домашних обстоятельств (женитьба); кроме того, он не был искусен в черчении. Вследствие всего этого в 1854 году Леер кончил курс лишь успешно и был назначен старшим адъютантом в штаб командующего войсками в Эстляндии.
По окончании Крымской войны Леер был назначен состоять при департаменте генерального штаба. С этого времени и началась учёная и педагогическая деятельность Леера — больше он уже не соприкасался на практике с войсками, и только огромная умозрительная сила и обширная эрудиция позволили ему избежать значительных промахов в его военно-научных трудах. Необыкновенная способность к обобщениям и классификации сказалась у Леера уже во время кратковременной его службы в департаменте генерального штаба. Однажды ему приказали сделать работу, весьма сложную и объёмистую, которая в прежние годы требовала много труда и времени. К удивлению начальства, Леер принёс её готовой уже через несколько дней; оказалось, что весь обширный текст он изобразил в виде таблиц с примечаниями, благодаря чему содержание работы было исчерпано полностью.

### Преподавательская и научная деятельность
В то же время Леер преподавал в военно-учебных заведениях. После Восточной войны число слушателей в академии генерального штаба сильно увеличилось; под влиянием веяний времени в военном обществе также развился дух строгой, даже беспощадной критики; явились запросы на новое, жизненное. Преподавание тактики всей тяжестью лежало на одном профессоре, подполковнике Мезенцеве, который, при всей его добросовестности, не был в состоянии справиться с непосильной задачей и пригласил к себе в помощники штабс-капитана Леера, который в 1858 г. был назначен исполняющим дела адъюнкт-профессора.

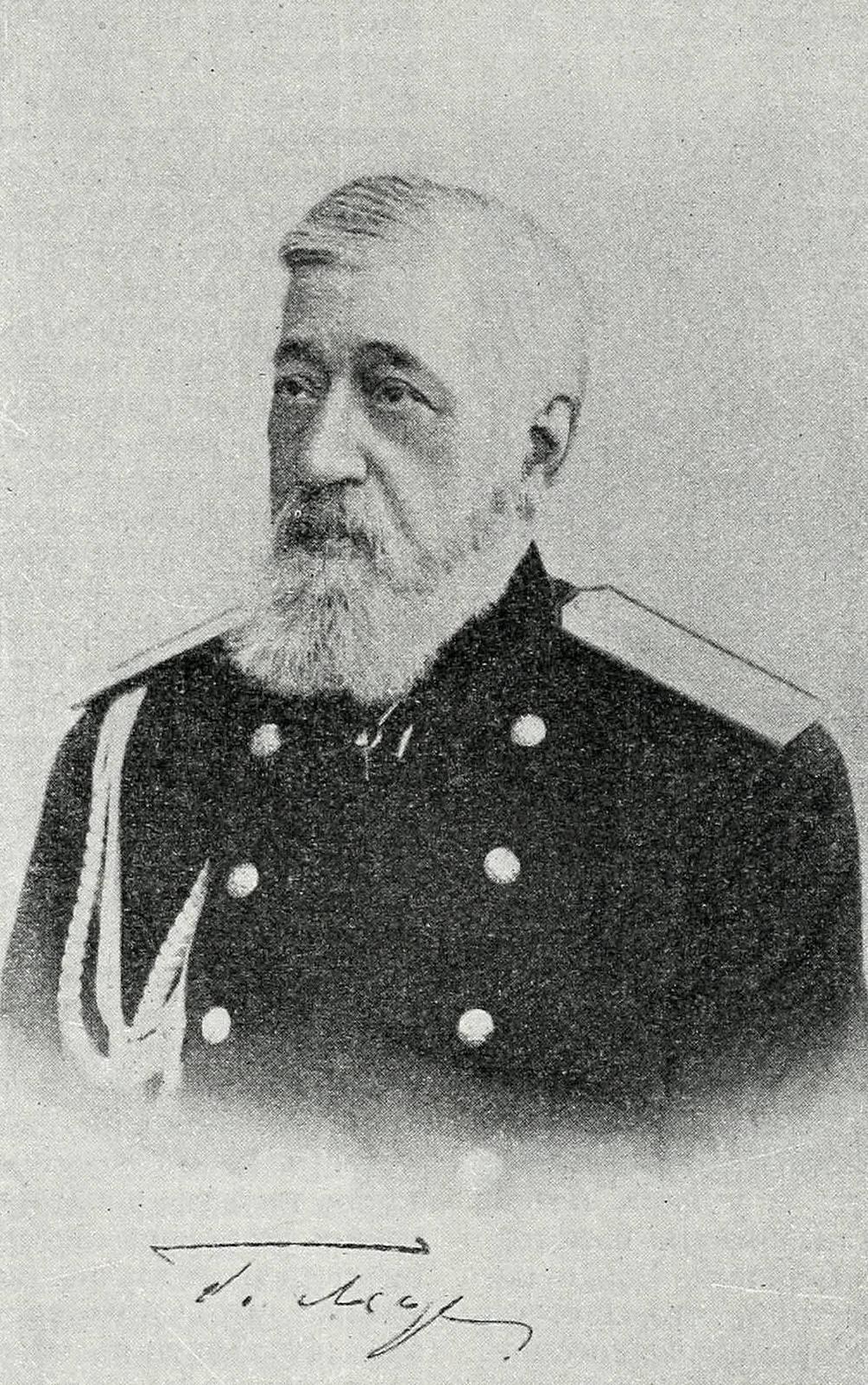
Генрих Антонович Леер

Диссертацией послужила ему превосходная работа «О боевых порядках пехоты», поставившая вопрос на совершенно новые основания. В то же время Леер был приглашён в Инженерную академию читать курс военной истории. Так как курс этот был поставлен слабо и не заключал в себе ничего поучительного собственно в инженерном отношении, то в 1860 г. Леер предложил новую программу, которая и была утверждена конференцией. Целью курса ставилось уяснение путём критического исследования наиболее замечательных исторических фактов: значение укреплений, крепостей, укреплённых лагерей, оборонительных линий и прочих средств военно-инженерного искусства, а равно связь и зависимость их от прочих элементов военного искусства. Широко намеченная программа исполнялась Леером по частям в течение нескольких лет. В журналах («Военный сборник», «Инженерный журнал») начали появляться статьи Леера, составлявшие этюды намеченных им крупных работ: «Несколько слов о современном состоянии полевой фортификации»; «Несколько слов о связи полевой фортификации с тактикой и о более рациональном изучении тактического отдела полевой фортификации»; «Фортификационные боевые порядки. Предмет и объём полевой фортификации»; «О значении укреплений вообще и в особенности крепостей, укреплённых лагерей, оборонительных линий, по отношению их к современному состоянию военного искусства»; «Приготовление театра военных действий в инженерном отношении»; «Действия армии в сфере крепостей». Все эти статьи своей новизной давали повод к спорам и обсуждениям даже в далеких уголках России.
Сильное впечатление произвела большая статья Леера: «Влияние нарезного оружия на современное состояние тактики» — настоящая диссертация, уяснившая значение нового тогда могучего средства в военном деле. Заглавия некоторых статей Леера, выражавшие в нескольких словах чуть ли не всю сущность вопроса, сделались ходячими афоризмами: «Кто обходит, тот сам обойдён»; «Всякому манёвру отвечает контр-манёвр, если только минута не упущена». Статьи «О боевых порядках», «О позициях», «Тактика и уставы», «Форма и дух линейной и перпендикулярной тактики, противопоставленные друг другу», «Основные начала организации в применении к высшим тактическим единицам» явились целым откровением.
В 1865 г. полковник Леер был назначен инспектором классов во 2-м военном Константиновском училище и со свойственным ему стремлением к творчеству ввёл совершенно особую (позаимствованную за границей) систему преподавания, получившую по своей оригинальности название «Лееровская». Учебники были отменены, по каждому предмету назначалось обыкновенно по 2 лекции подряд; первая из них посвящалась чтению, а вторая разъяснению и составлению каждым юнкером конспекта в обработанном виде; конспект должен был заменить учебник при подготовке к репетициям и к экзамену. Эта система, прекрасная по замыслу, требовала отличного состава преподавателей и соответственного ведения всего учебного дела. Однако таких преподавателей было мало, а некоторые даже не разделяли убеждения Леера в целесообразности подобной системы. Она существовала, пока Леер были инспектором, но в 1867 году он был командирован во Францию и Германию для осмотра военно-учебных заведений, а затем в Сербию во главе военной комиссии для реорганизации её вооружённых сил, и спустя некоторое время от его системы отказались вовсе.

### Работы по тактике
Да и сам Леер в 1866 г. издал учебник «Записки тактики для военных училищ». Этот труд, составленный и напечатанный под давлением потребности, спешно (несколько месяцев), заключал т. н. «2-ю» часть курса тактики. Чрезвычайно ясное изложение предмета на строго научных основаниях сделало книгу Леера драгоценной для армии; она осталась таковой и до сих пор, но составляет библиографическую редкость. 2-е издание этого труда под названием «Прикладная тактика», вернее, совершенно новый труд, появилось в виде обширного академического курса двумя книгами в 1877 и 1880 гг. Академический курс был совершенно необходим, так как предшествовавшее академическое руководство профессора Горемыкина было издано в 1848 г. и не только не годилось по своей устарелости, но и по самому методу изложения, описательному, то есть, по словам Леера, «описывалось большей частью принятое в известное время решение того или другого вопроса, и затем теория призывалась на помощь для оправдания его и нередко для восхваления». Нарезное оружие, новая артиллерия, огромные армии, опыт войн 1870 и 1877 гг. дали обширный новый материал для суждений и породили «сильное умственное брожение», выразившееся в необъятной литературе по тактике.

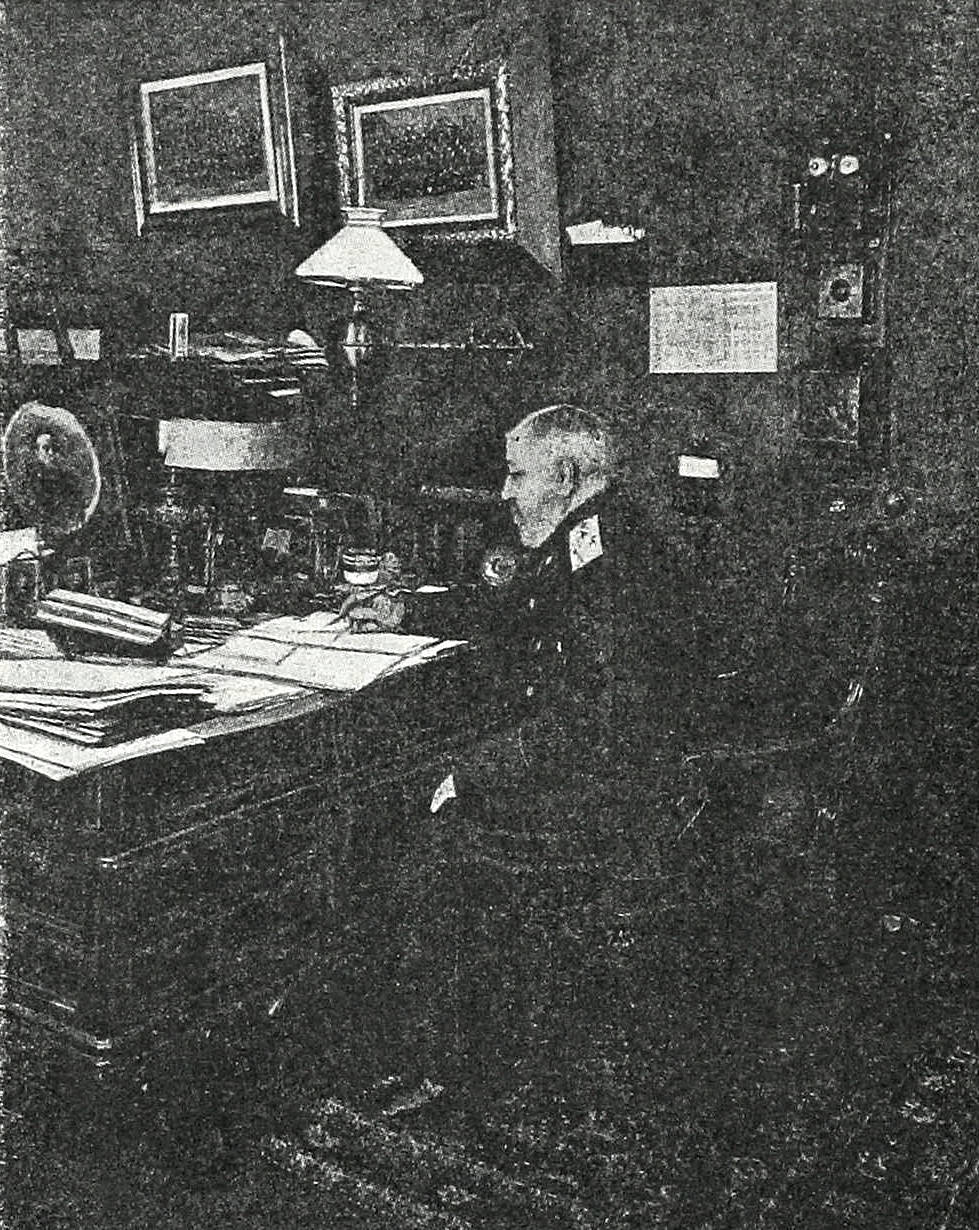
Рабочий кабинет Г. А. Леера

Леер считал необходимым сделать для офицеров всей армии прежде всего сводку, сопоставление и критический разбор взглядов на рациональное решение того или другого тактического вопроса; особенно же это было необходимо для слушателей академии. При исследовании различных вопросов курса Леер применил научный метод — для уяснения принципиальной стороны дела и сравнительный — для уяснения влияния обстановки на решение одного и того же вопроса, как в современной эпохе, так и во времена минувшие (исторический метод). Дабы такое философское изложение не страдало излишней отвлечённостью, он ввёл целый ряд исторических примеров и разнообразных задач, придавших изложению характер конкретности. Таким образом, курс получился одновременно практический, «аппликационный». Однако Лееру удалось избежать недостатка его предшественников, у которых устав вводился в тактику в широких размерах и подчинял её себе; он устранил устав, ограничившись разбором свойств различных уставных типов и оценкой приёмов построений и движений. Он не увлёкся, подобно другим, излишеством в исторических примерах и поставил себе правилом «не приводить факта ради факта, а лишь для уяснения идеи и притом насколько то необходимо для её уяснения». Классификацию научного материала он принял лишь естественную, вытекающую непосредственно из сущности дела и чуждую всякой искусственности, усложнения и произвола.
В деле классификации Леер был великий мастер. Весь курс он разделил на 4 отдела: бой, движение, покой, употребление войск в некоторых частных случаях (фуражировки, сопровождение транспортов, употребление войск при блокаде крепостей, рейды). К сожалению, он успел окончательно разработать только первый отдел, да и то без 2 последних глав: о сражениях и об управлении войсками в бою. Правда, что он коснулся всех отделов курса в «Записках тактики для военных училищ» и в журнальных статьях и отдельных брошюрах, но это было только началом разработки упомянутых отделов. Выход в свет «Прикладной тактики» знаменовал собой важную стадию в развитии тактики как науки; ничего подобного ни в нашей военной литературе, ни в иностранной не было и нет до сих пор. Преемникам Леера по кафедре оставалось разрабатывать начатый им курс в указанном им направлении, по принятым им методам и по составленной им программе. Но этого не случилось, монументальный труд остановился в своем начале; впрочем, автор дал действительно наиболее важную и наиболее трудную часть курса. Так как в тактике научный материал для лучшего его изучения расчленяется, то для уяснения тактики в целом, для создания цельной картины всего сражения с его подготовкой и последствиями Леер считал необходимым дать подробное описание с критическим разбором какого-либо поучительного, типичного сражения из времён, наиболее к нам близких. С этой целью он напечатал «Сражение при Вёрте 6 августа 1870 г.» Эта брошюра, составленная со свойственным Лееру талантом, является существенным дополнением к курсу тактики. Если Леер сделал много в тактике, то всё-таки главным его трудом является «Стратегия». Он начал её читать в академии генерального штаба в 1865 г., после того как закончил свою профессорскую деятельность М. И. Богданович; Леер предложил новую программу предмета, которая была принята академией. В сущности, курс уже был намечен ранее — это курс, который читал Леер в Инженерной академии в форме критическо-исторических разборов; оставалось только отметить в них, сверх инженерной стороны, тактическую, административную и политическую.

### Работы по стратегии
Мысли свои о разработке и постановке курса стратегии Леер выразил в журнальных статьях: «О значении критической военной истории в изучении тактики и стратегии», «Теоретические масштабы», «Положительная военная наука». С тех пор он занимался разработкой стратегии до конца дней, издавая статьи и брошюры как этюды, запечатлевшие ход его работы и распространявшие истинные понятия о стратегии в военной среде. Таковы «Стратегия — наука и стратегия — искусство»; «Значение подготовки к войне вообще и подготовительных стратегических операций в особенности»; «Стратегическое значение железных дорог»; «Значение принципа деятельности на войне»; «Основные истины, дающие жизнь искусствам»; «Сущность горной войны»; «Синтез тактики — бой и бойня, искусство и ура»; «Сложные операции и управление массовыми армиями».
На первых же порах нужно было дать слушателям академии генерального штаба руководство; Леер очень быстро составил «Записки стратегии» и в 1867 г. напечатал их в «Военном сборнике» под заглавием «О современном состоянии стратегии» с целью «воспользоваться замечаниями компетентных лиц» относительно этого нового способа изложения науки. Замечаний, однако, не последовало никаких. Второе, переработанное издание этого труда вышло в 1869 г. под заглавием «Опыт критическо-исторического исследования законов искусства ведения войны (Положительная стратегия)». Сочинение наделало шум; особенно смущало многих, что Леер смело возвёл стратегию в число положительных наук. Европейский военно-учёный мир обратил внимание на автора как на выдающегося мыслителя и писателя; его начали переводить на иностранные языки; вскоре королевская шведская академия военных наук избрала его своим членом.
В последовавших изданиях (1-я часть выдержала 6 изд.), Леер расширял, дополнял, совершенствовал свой труд, который окончательно вышел в 1898 г. в 3 частях:
1. главные операции (трактат об операционных линиях);
2. подготовительные операции (база, сосредоточение к ней войск и запасов) и дополнительные (коммуникационные линии, подготовка театра военных действий в инженерном отношении, оборонительные линии, крепости, железные дороги);
3. операции — типы частного характера (горная и степная войны, смешанные — морские операции, оборона берегов, действия на реках);

приложения составили атласы карт и планов и целые книги отдельных исследований. Вполне выработанный и законченный труд целой жизни Леер построен на строго научных основаниях и представляет, по его скромному мнению, «сборник нескольких стратегических аксиом и теорем, уяснённых логическим и историческим путём и сведённых, по возможности, в одну стройную систему».

### Работы по военной истории
Свои труды по тактике и стратегии Леер создал после глубокого изучения литературы, главным образом иностранной, притом не только предшествовавшей (Ллойд, Жомини, Клаузевиц — как основа), но и современной, за которой внимательно следил. Военную историю он не только изучал как опору для тактики и стратегии, но и разработал многое в ней самостоятельно. Им напечатаны: «Военное дело в XVII веке», «Очерк военных действий в Турции (1877 г.)», «Иенская операция 1806 г.», «Война 1805 г.», «Конспект кампании 1815 г.», «Отечественная война 1812 г.», «Война 1813 г.», «Война 1814 г.» Все эти очерки составлены по источникам печатным, даже немногим, но ценность их заключается в превосходном критическом разборе событий с точки зрения тактики и стратегии, в чрезвычайно искусном расчленении событий, так сказать, их анатомировании, и затем применении к ним научных теоретических масштабов. Такой же характер носит и статья «Петр Великий как полководец», но здесь в особую заслугу Леера надо поставить, что он впервые ярко и доказательно выставил великое значение гения и творчества Петра как полководца.
Сочинения же «Публичные лекции о войне 1870—71 гг. между Францией и Германией», ч. I (до Седана) и ч. II (до конца войны), «Приговор над Базеном» имеют значения работы по первоисточникам. Дело в том, что в 1870 году, когда началась столь важная для военного дела война немцев с французами, начальник академии генерального штаба генерал-лейтенант Леонтьев захотел устроить публичные лекции о происходивших событиях. Выбор пал на Леера, да кроме него, никто из профессоров и не в состоянии был бы справиться с такой трудной задачей. Пришлось разрабатывать лекции по телеграммам, газетным известиям, летучим брошюрам и т. п. материалу, так сказать, под гром выстрелов ещё продолжавшейся войны, и надо удивляться необыкновенной прозорливости Леера, который, как потом оказалось, сделал фактические ошибки, сравнительно незначительные; оценка же и анализ происходившего совершенно верны. Лекции имели огромный успех; картина событий рисовалась ясно и понятно, особенно же существенными являлись выводы и заключения лектора, составлявшие настоящий вклад в науку. Сам Государь посетил лекции Леера; в награду за них он был произведён в генерал-майоры и пожалован бриллиантовым перстнем.
В последующее время Леером овладевало всё более и более философское направление. Результатом явились две брошюры: «Метод военных наук» (1894) и «Коренные вопросы» (1897). В них он стремился в сжатом виде объяснить сущность своих прежних работ, выразить некоторые общие идеи и, в своей обычной манере, подкрепить всё это примерами. Брошюры эти очень полезны, так как из них чуткий человек может извлечь очень многое, а некоторые исторические черты, яркие обобщения и сравнения весьма ценны. Глиноецкий в своем «Историческом очерке Николаевской академии генерального штаба», характеризуя «главного деятеля по кафедре военного искусства», говорит (с. 266):
Профессор Леер служил самым полным представителем кафедры военного искусства, принимая деятельное участие во всех 3 его отделах, фактически поддерживая живую связь между ними, а в то же время увлекая слушателей своими образными чтениями. К тому же имя Леера тесно связано со всеми наиболее живыми эпизодами академической жизни. Будучи командирован в 1867 г. от ведомства военно-учебных заведений за границу, Леер привёз оттуда и для академической конференции разные сведения из берлинской академии, которые возбудили у нас вопросы о новом методе изложения военно-исторических чтений, о необходимости продолжения академического курса; внесённая же им в конференцию записка о военных поездках в Пруссии послужила началом установления и у нас полевых поездок.
Новый метод изложения военно-исторических чтений практиковался в Берлине Верди дю Вернуа и заключался в том, что лектор очерчивал слушателям обстановку какого-нибудь военно-исторического события так, как она представлялась полководцу, а затем предлагал каждому слушателю принять за него решение и выразить его в форме распоряжений, исходящих из штаба. После того излагалась обстановка противной стороны, решения, принятые в действительности, и как всё дело разыгрывалось; таким образом, выяснялось, насколько целесообразны решения, принятые слушателями. Этот способ чтений не привился. Курс академии был изменён с 2-летнего на 3-летний — прибавлен «дополнительный» курс. Что же касается полевых поездок, то они прочно утвердились в русской армии. Отчёт Леера о его заграничной командировке вообще богат по своему содержанию. В 1868 г. из него напечатаны две статьи: «Главные характеристические черты французской и прусской учебно-воспитательной систем сравнительно с нашей» и «Генеральный штаб и его комплектование в Пруссии и во Франции».

### Другая деятельность Леера

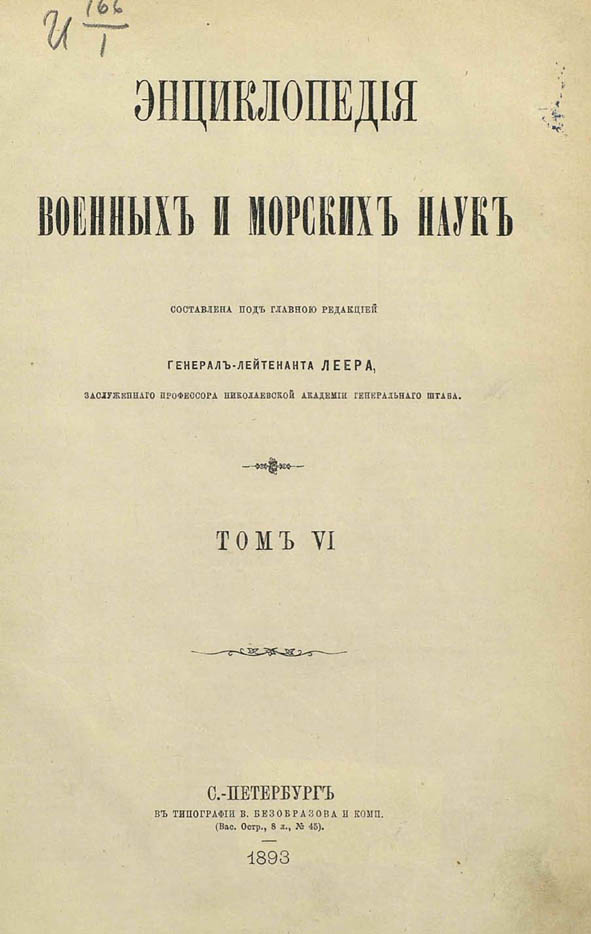
Титульный лист VI тома «Энциклопедии военных и морских наук».

Работоспособность Леера была изумительная; он преподавал одновременно в 3 академиях, в училищах, читал лекции Высочайшим особам, состоял для поручений при главном управлении военно-учебных заведений и членом военно-учебного комитета главного штаба. В 1872 году Леер по Высочайшему повелению был командирован для сопровождения Великого Князя Николая Константиновича во время путешествия по Италии и Австрии. После его возвращения шла речь о назначении Леера военным министром в Сербии, но он отказался.
В 1874 г. он был командирован на Брюссельскую международную конференцию, где своими занятиями весьма помог председателю конференции А. Г. Жомини (сыну писателя-стратега).
Перед турецкой войной 1877—1878 гг. было запрошено мнение Леера как авторитетного стратега. Он ответил весьма сжатой запиской (эта тетрадь на почтовой бумаге большого формата хранилась в делах военно-ученого комитета), в которой изложил лишь общие мысли (главная мысль — достаточное число войск сразу, лучше больше, чем меньше), не касаясь подробностей, которые следовало разработать уже технически в штабе; вероятно, вследствие этого записка Леера осталась без внимания. Часть её Леер впоследствии развил и напечатал в 1877 г. под заглавием «Условия театра войны на Балканском полуострове для русской армии».
В 1881 году к прежним обязанностям Леера прибавилось назначение его членом главного комитета по устройству и образованию войск. По существу дела он уже был и ранее его членом, так как под его редакцией и при самом деятельном его участии был издан «Устав полевой службы 1881 г.», отличавшийся полнотой и в высшей степени облегчивший армии изучение полевой службы. В 1882 году Леер временно исправлял должность начальника академии генерального штаба. В том же году он был командирован на маневры во Францию, а затем неоднократно принимал участие на маневрах русских войск в качестве посредника. В этих случаях его многозначительное слово удерживало начальников от увлечения служебной рутиной и напоминало о главном — руководящем смысле манёвра.
Леер организовал и редактировал 2 обширных военных издания: «Энциклопедию военных и морских наук» в 8 т., заменившую устаревший «Военный энциклопедический лексикон» Зедделера, и «Обзор войн России от Петра Великого до наших дней» в 3 т., послуживший руководством для изучения отечественной военной истории в русских военных училищах, где перед тем она не преподавалась; несомненно, что этим восполнился существенный пробел в занятиях офицеров.

### Начальник Академии генерального штаба
13 августа 1889 года Леер был назначен начальником академии генерального штаба. По единодушной просьбе конференции он продолжал читать стратегию. Академией Леер управлял почти 10 лет. Это время не ознаменовалось чем-либо особенно примечательным. Может быть, уже преклонный возраст (60—70 л.) и ослабление энергии и творчества, а может быть, слабый характер, вследствие которого Леер вполне подпал под влияние лиц подчинённой ему администрации, но только личность замечательного учёного не проявила себя так, как можно было этого ожидать.
В большую заслугу ему можно поставить введение отдельной кафедры истории русского военного искусства, что в сильной степени двинуло вперёд разработку русской военной истории по архивным материалам и вообще по первоисточникам. В остальном попытки его реформ нельзя назвать удачными. Под влиянием своих философских занятий последнего времени Леер ввёл в академический курс, и без того перегруженный излишними предметами, гуманитарные науки, такие, как государственное право и психология, или предметы искусственные, такие как «тактика массовых армий». Точно так же при нём была введена «служба генерального штаба» — предмет, составленный из обрывков, позаимствованных из других военных наук, и вследствие этого, конечно, не ставший самостоятельной наукой; этот предмет уже существовал в академии в 1840-х гг. и был осуждён таким знатоком дела, как Д. А. Милютин.
На академических экзаменах Леер, весьма снисходительный, никогда не налегал на требование мелочного знания, вообще всего, что составляет работу одной памяти, но зато настаивал на разъяснении смысла излагаемого. В этих случаях любимым его выражением было: «Я дарю вам факт, дайте мне освещение».
6 мая 1896 года Леер был назначен членом военного совета и произведён в генералы от инфантерии, а в 1898 году оставил начальствование академией. Скончался 16 (29) апреля 1904 года. Похоронен в Санкт-Петербурге на Новодевичьем кладбище.

## Теория Леера
Целую жизнь боролся Леер за важное значение правильной теории, принципов, верных отправных точек для решения каждого вопроса. Сущность его учения вкратце заключается в следующем. Теория ничего не решает и решить не может. Это противно её природе. Теория только объясняет: свойства элементов, влияние их друг на друга и сущность, природу военных явлений (операции, боя). Орудия теории военного дела те же, как и орудия всякой другой науки: классификация, индукция, дедукция и аналогия. Между методами логического мышления в теории военного дела, как и во всех опытных науках, первое место принадлежит индукции. Заключительные выводы теории являются в виде принципов, правил и норм; по отношению к практике это отнюдь не готовые решения вопросов, а лишь отправные точки (общие и частные) для правильного их решения. В то время как принципы — общие отправные точки для решения вопросов — безусловны, то есть всегда справедливы, независимо от условий оружия, времени и места, правила и нормы — частные отправные точки для решения тех же вопросов — условны, то есть справедливы только при известных условиях обстановки. Посредством принципов, правил и норм наука регулирует творчество, направляя его на путь правильных решений. Этим путём теория помогает творчеству, но не силится стать на его место, заменить его собой. Регулирующая сила науки и свобода творчества как нельзя лучше уживаются рядом. Принципы, правила и нормы только направляют творчество на путь правильных решений, облегчают первый шаг; всё остальное решение уже дело творчества. Если говорят, что не дело теории давать правила и что правил для действий нет, то тут является смешение понятий; очевидно, тут разумеют правила в смысле универсал. рецептов, готовых решений на все случаи; но не об этих правилах, составляющих абсурд, говорит теория.
Всё, что утверждал Леер, до того азбучно, «само собою разумеется», что, казалось бы, не должно было вызывать возражений. Однако даже авторитетные в науке лица глумились иногда над «принципистикой» Леера, а один публицист поместил в распространённой газете насмешливую статью под заглавием «14 принципов». «Вы знаете, — говорил Леер, — для них теоретик значит негодяй». Как был бы Леер удовлетворён словами Льва Толстого относительно принципов и теории: «Если истина отвлечённая есть истина, то она будет истиною и в действительности…; меня всегда удивляют часто повторяемые слова: да, это так по теории, но на практике-то как? Точно, как будто, теория — это какие-то хорошие слова, нужные для разговора, но не для того, чтобы вся практика, то есть вся деятельность неизбежно основывалась на ней». Точно так же Леер горячо ратовал за правильность военной терминологии: «Правильно называть что-либо — значит правильно понимать его». Так, Леер установил термин «стратегический резерв» — отряд, который оставляется для непосредственной обороны временного базиса. Кроме такого резерва, имеющего административное значение, других резервов в стратегии не может быть. Леер прямо говорил, что «в стратегии резервы — явление преступное», и подкреплял положение известной фразой Наполеона: «Генералы, сберегающие свежие войска ко дню, следующему за сражением, обыкновенно бывают биты». Казалось бы, вопрос исчерпан; однако ещё не успел Леер сойти в могилу, как уже не только в литературе, но и в официальном языке термин оказался извращённым и стали часто называть стратегическим резервом — резерв нескольких армий, действующих в бою бок о бок одна с другой. Если тактика получает свои задачи от стратегии, то, в свою очередь, стратегия зависит от указаний политики. Леер один из первых выяснил полностью взаимные отношения политики и стратегии.
По значению своих работ, как военный учёный, Леер должен быть поставлен рядом с Ллойдом, Жомини и Клаузевицем. Свои лекции Леер читал стоя, часто закрывая глаза и прохаживаясь; изложение было гладкое, очень красноречивое, образное, нередко многословное. В обращении Леер был очень обходителен и гостеприимен (Лееровские субботы), но с домашними часто раздражителен и капризен; крайне самолюбив и щепетилен. Его библиотека, тщательно составленная и не только прочитанная, но и изученная, была продана за 20 тыс. руб.

## Почётные звания
Леер был почётным членом 3 воен. академий, в которых преподавал, и Санкт-Петербургского университета и членом-корреспондентом Академии наук.
В 1893 году, во время празднования 35-летия его профессорской деятельности, был собран по подписке капитал (более 20 тыс. руб.) для премии его имени за лучшие сочинения по военному искусству и в особенности по тем отделам военной науки, которые разработал сам Леер.
В академии существовал зал имени Леера, где находится его портрет.

## Избранная библиография
- Значение подготовки к войне вообще и подготовительных стратегических операций в особенности. — СПб.: Тип. В. Безобразова и К°, 1875.
- Война 1805 года. Аустерлицкая операция. — СПб., 1888.
- Война 1805 года. Ульмская операция. — СПб., 1887.
- Выяснение некоторых данных, относящихся до сложных операций массовых армий, на основании опыта осеннего похода 1813 года. — СПб., 1889.
- Записки стратегии. Вып. 1—2. — СПб., 1877—1880. (3 издания)
- Записки тактики для военных училищ. — СПб., 1866.
- Коренные вопросы (военные этюды). — СПб., 1897.
- Метод военных наук (стратегии, тактики и военной истории). — СПб., 1894.
- Обзор войн России от Петра Великого до наших дней. Ч. 1—4. — СПб., 1885—1896.
- Опыт критико-исторического исследования законов искусства ведения войны. — СПб., 1869.
- Очерк военных действий в Турции. — СПб., 1878.
- Прикладная тактика. Вып. 1—2. — СПб., 1877—1880.
- Публичные лекции о войне 1870 г. между Францией и Германией — СПб., 1871.
  - 2-е изд., значительно расширенное и дополненное. — СПб., 1873.
- Сражение при Вёрте 6 августа 1870 г. — СПб., 1885.
- Стратегия. (Тактика театра военных действий). Ч. 1—3. — СПб., 1885—1889.
- Тактическое значение местности. — СПб., 1878.

## Чинопроизводство
- Кондуктор артиллерии — 19 августа 1844 года.

Старшинство в чинах:
- Прапорщик — 13 июня 1848 года.
- Подпоручик — 1 февраля 1851 года.
- Штабс-капитан Генерального штаба — 27 марта 1855 года.
- Капитан Генерального штаба — 30 августа 1859 года.
- Подполковник Генерального штаба — 30 августа 1862 года.
- Полковник Генерального штаба — 30 августа 1865 года.
- Генерал-майор Генерального штаба — 30 августа 1875 года.
- Генерал-лейтенант Генерального штаба — 30 августа 1882 года.
- Генерал от инфантерии — 14 мая 1896 года.

## Награды
- орден Св. Станислава 3-й степени (1858);
- орден Св. Анны 3-й степени (1861);
- орден Св. Станислава 2-й степени (1863);
- орден Св. Владимира 4-й степени (1867);
- орден Св. Владимира 3-й степени (1869);
- орден Св. Станислава 1-й степени (1873);
- орден Св. Анны 1-й степени (1876);
- орден Св. Владимира 2-й степени (1879);
- Орден Белого Орла (1889);
- золотая табакерка, украшенная бриллиантами с вензелем Высочайшего имени Св. Александра Невского (1894);
- табакерка, украшенная бриллиантами с портретом в Бозе почившего Императора Александра III (1894);
- орден Св. Александра Невского (1894) с бриллиантами, при Высочайшем рескрипте (1898);
- Монаршая благодарность (1898);
- орден Св. Владимира 1-й степени (1903).

Иностранные:
- орден Почётного легиона большого креста (Франция; 1883);
- орден Таковского креста 1-й степени (Сербия; 1892);
- орден Князя Даниила I 1-й степени (Черногория; 1894);
- орден Короны государства Бухары с бриллиантовыми украшениями (Бухара; 1898).